# Scott Draper
Scott Dennis Draper (Brisbane, 5 giugno 1974) è un ex tennista ed ex golfista australiano.

## Carriera
Divenuto professionista nel 1993 ha raggiunto come miglior classifica ATP nel singolo la posizione n°42 il 10 maggio 1999.
Nella sua carriera ha vinto i Queen's Club Championships 1998 sconfiggendo in un'inedita finale (per la bassa classifica di entrambi i contendenti) Laurence Tieleman con il punteggio di 7-6 6-4, oltre ad altri 4 tornei Challenger vinti tutti su cemento.
I suoi migliori risultati nei tornei del Grande Slam sono stati gli ottavi di finale raggiunti al Roland Garros nel 1995 e nel 1996, ed agli US Open nel 1997.

Nel 2005 ha vinto in coppia con la connazionale Samantha Stosur l'Australian Open nel doppio misto, sconfiggendo in finale la coppia formata da Kevin Ullyett e Liezel Huber.
 Quello stesso anno si è ritirato a causa di problemi fisici, iniziando una carriera da golfista. Si è ritirato dal golf nel 2009 dopo aver conquistato nel 2007 un torneo professionistico.
Nel 2007 è stato l'allenatore di Lleyton Hewitt durante l'Australian Open.
In doppio ha fatto spesso coppia con il fratello, Mark Draper, raggiungendo come miglior classifica nella specialità la posizione n.132 il 12 febbraio 1996.
Ę́ fratello minore del tennista Mark Draper.

## Statistiche

### Singolare

#### Vittorie (1)
| Legenda                   |
| Grande Slam (0)           |
| ATP World Tour Finals (0) |
| ATP Masters 1000 (0)      |
| ATP World Tour 500 (0)    |
| ATP World Tour 250 (1)    |

| N | Data           | Torneo                             | Superficie | Avversario in finale | Punteggio   |
| 1 | 15 giugno 1998 | Queen's Club Championships, Londra | Erba       | Laurence Tieleman    | 7–6(5), 6-4 |

#### Sconfitte in finale (2)
| N  | Data           | Torneo                                             | Superficie | Avversario in finale | Punteggio |
| 1. | 6 gennaio 1997 | Australian Men's Hardcourt Championships, Adelaide | Cemento    | Todd Woodbridge      | 2–6, 1–6  |
| 2. | 26 luglio 1998 | Washington Open, Washington                        | Cemento    | Andre Agassi         | 2–6, 0–6  |

### Doppio misto

#### Vittorie (1)
| Anno | Torneo                     | Superficie | Partner         | Avversari in finale        | Punteggio        |
| 2005 | Australian Open, Melbourne | Cemento    | Samantha Stosur | Liezel Huber Kevin Ullyett | 6-2, 2-6, [10-6] |